# Monte Galero (area protetta)
Monte Galero è un sito di interesse comunitario della Regione Liguria. Designato anche come Zona Speciale di Conservazione, comprende un'area di 3194 ettari, in Provincia di Savona.

## Territorio

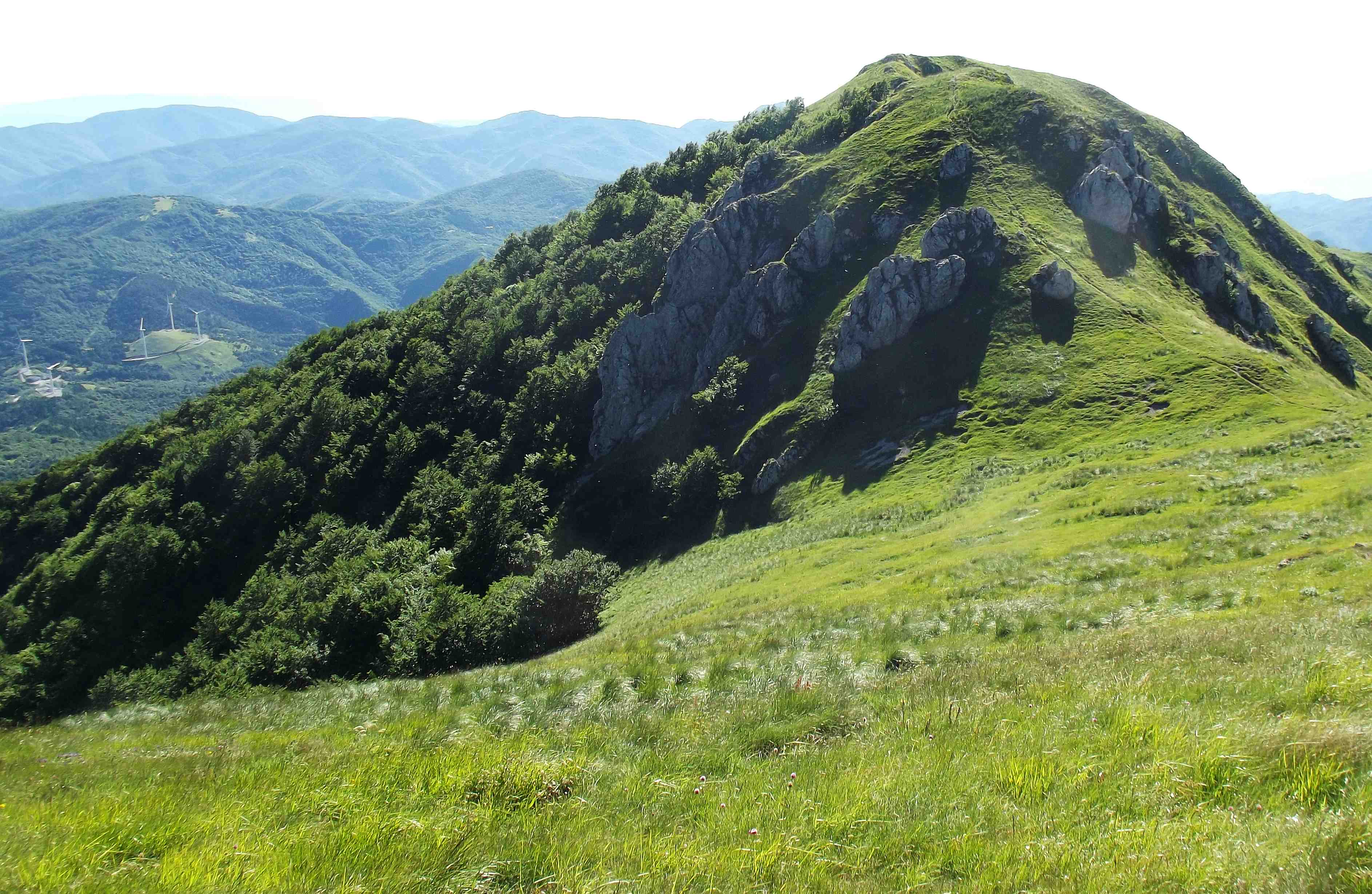
Il Monte Galero

Il sito copre il versante ligure del massiccio cristallino del Monte Galero, collocato sullo spartiacque tra i  bacini del Tanaro il bacino del Centa, al confine tra Piemonte e Liguria. Nell'area protetta si trovano vaste e selvagge estensioni di boschi, mentre nei pressi del crinale sono caratteristici i cosiddetti giganti di roccia, una serie di aguzze guglie rocciose.

## Flora
Il sito tutele una notevole varietà di habitat: aree a prato, cespuglieti, ghiaioni e vati boschi si alternano infatti in un mosaico ricco di biodiversità. Tra le specie vegetali rare o potette si possono ricordare Campanula sabatia (detta campanula di Savona), Gentiana ligustica e Helianthemum lunulatum, quest'ultima una specie relitta delle ere glaciali endemica delle Alpi Liguri. Dryas octopetala (il camedrio alpino) è anch'essa una specie relitta glaciale che si trova nel SIC al limite meridionale del proprio areale

## Fauna
La menzionata ricchezza di ambienti favorisce anche la biodiversità animale. Sono presenti numerosissime specie di uccelli; tipici delle aree montane sono Aquila chrysaetos (l'aquila reale) e Tetrao tetrix (il gallo forcello). Meno vistose ma altrettanto significative sono le molte specie di artropodi che popolano l'area, tra le quali Cicindela maroccana ssp. pseudomaroccana e Percus villai, entrambe appartenenti all'ordine dei Coleotteri.